# Соломир
Соло́мир — село у Зарічненській громаді Вараського району Рівненської області України.
В селі є школа І ступеня, фельдшерсько-акушерський пункт, сільський клуб, ферма, меліоративна система (місцева назва котлован), магазин.
У село пролягає туристичний маршрут Рівне — Зарічне — Соломир.

## Населення
За переписом населення 2001 року в селі мешкали 273 особи.

### Мова
Розподіл населення за рідною мовою за даними перепису 2001 року:
| Мова       | Відсоток |
| ---------- | -------- |
| українська | 96,76 %  |
| білоруська | 2,88 %   |
| російська  | 0,36 %   |